# المقاطعة الجنوبية
المقاطعة الجنوبية (بالإنجليزية: Southern District)‏ هي مقاطعة في بوتسوانا، تتبع بوتسوانا، عاصمتها كاني ‏، تبلغ مساحتها 28470 كيلومتر مربع.

## الموقع
تشترك في الحدود مع:
- المقاطعة الجنوب شرقية
- جوانينج
- مقاطعة كغالاجادي
- مقاطعة كويننغ
- الشمالية الغربية.